# Find-a-Drug
Het Find A Drug (FaD)-project is een distributed computing-project met als doel het vinden van medicijnen tegen verschillende ziekten. Het project richt zich het meest op kanker en hiv, maar ook andere ziekten als malaria, multiple sclerose, diabetes, alzheimer en SARS komen aan bod.
In het project worden proteïnen geselecteerd die vermoedelijk een rol spelen bij een ziekte. Bijvoorbeeld een proteïne die zorgt voor een verhoogde aanleg van bloedvaten in een tumor of een proteïne die celgroei reguleert. Vervolgens worden op deze "targets" een voor een grote aantallen moleculen "gepast". Dit "passen" vereist veel rekenwerk, en dit is waar de techniek van distributed computing voor wordt ingezet. Op deze manier worden uit zo'n 500 miljoen moleculen enkele honderden moleculen geselecteerd die erg hoopvol lijken. Deze moleculen worden dan in het laboratorium getest op het werkelijk uitschakelen van de proteïne en genezing van de ziekte. Een aantal keren per jaar worden de laboratoriumresultaten bekendgemaakt.